# Phelsuma parkeri
Phelsuma parkeri là một loài thằn lằn trong họ Gekkonidae. Loài này được Loveridge mô tả khoa học đầu tiên năm 1941.